# 蛋民

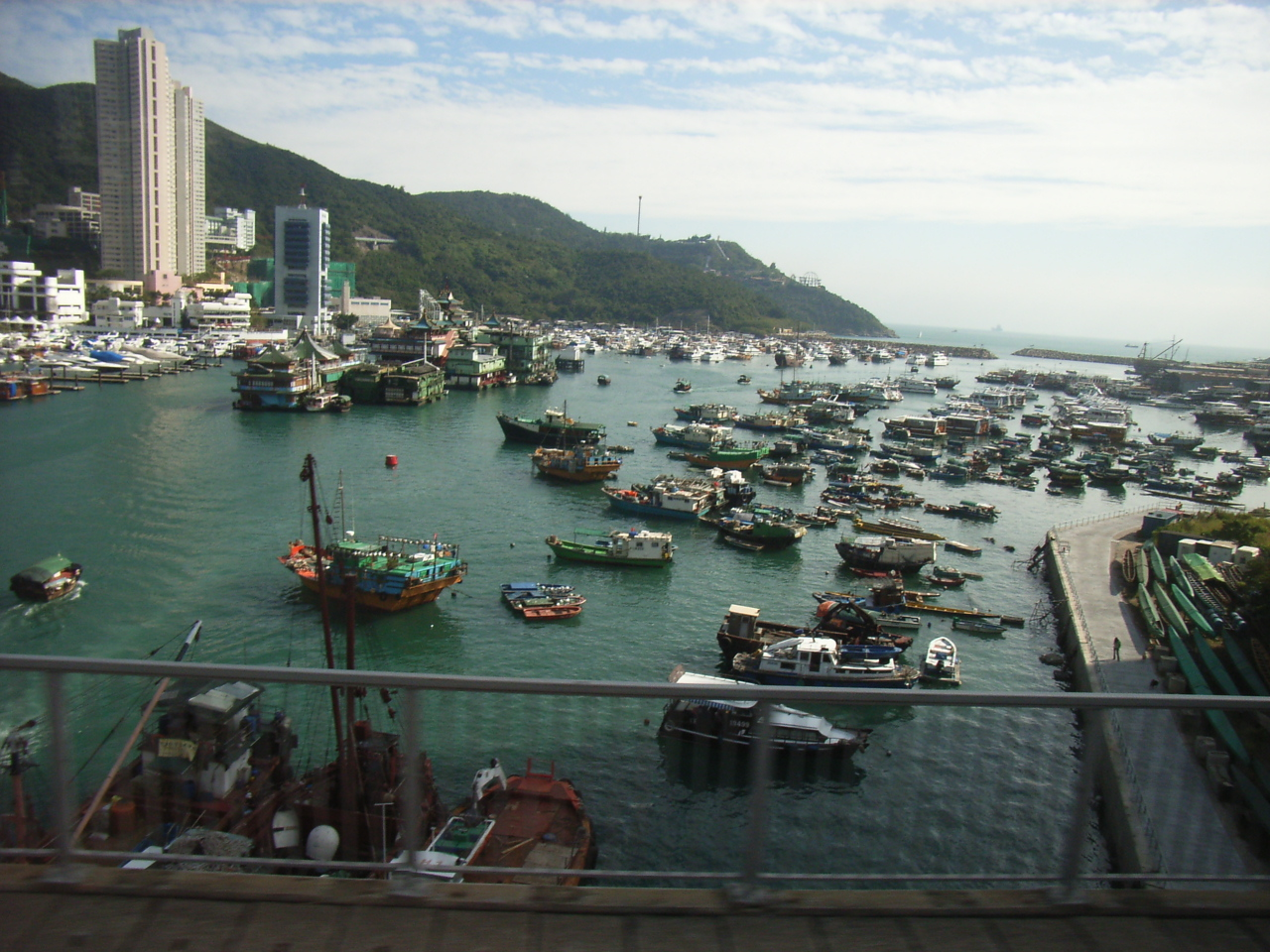
香港・アバディーン（香港仔）のタイフーンシェルター内に停泊する水上居民の船

蛋民（たんみん、蜑民、疍民とも書く）は華南の広東省、福建省、広西チワン族自治区、海南省、香港、澳門の沿岸地域や河川で生活する水上生活者である。

## 概要

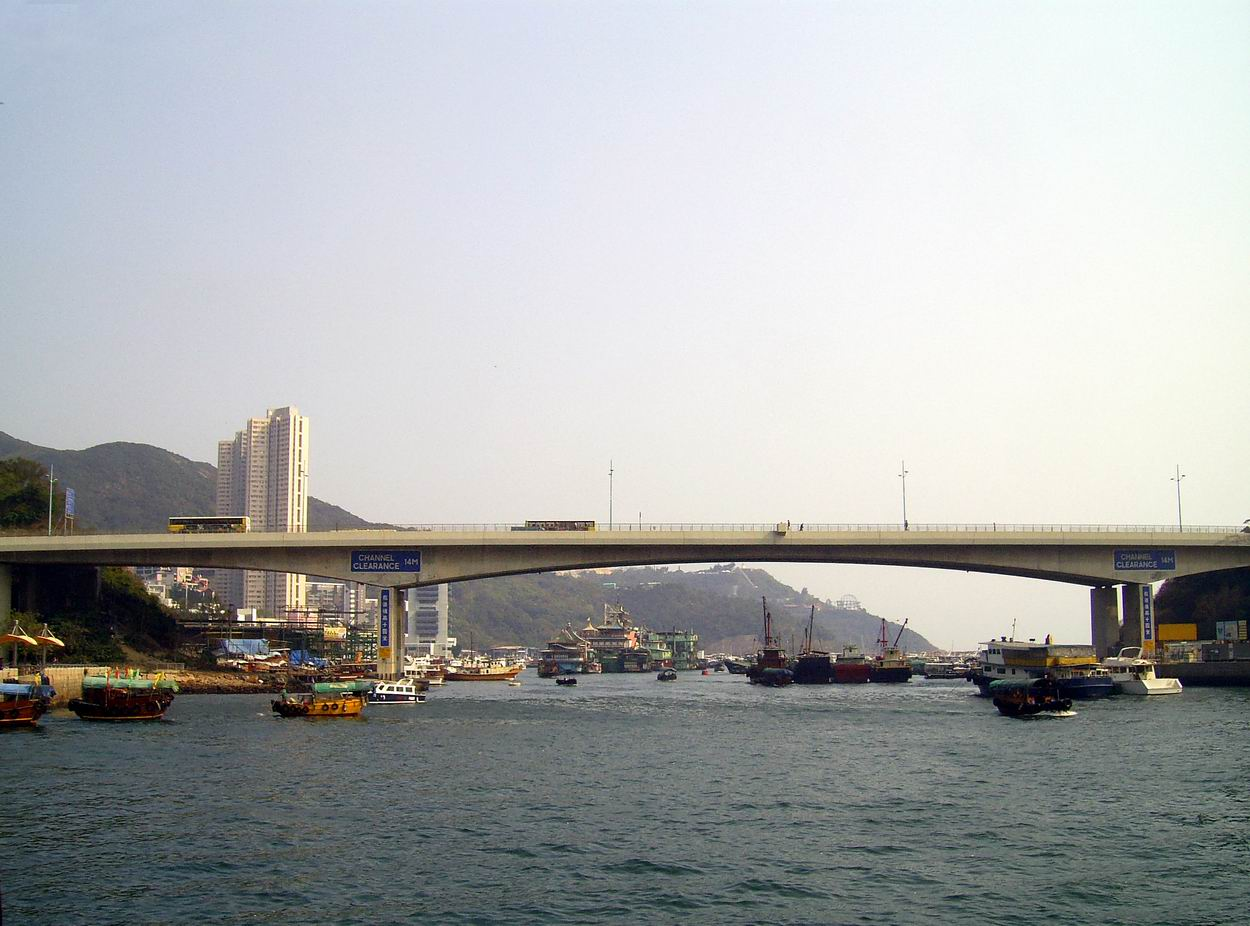
香港・アバディーン（香港仔）

陸に土地をもたず、主に船を家とし、水上で漁業、水運、商業などの生業を営む。このため船上人とも呼ばれる。岸辺に「棚屋」や「茅寮」と呼ばれる、簡単な水上家屋を築いて住む場合もある。伝統的な材料としては、木材に加えて、サトウキビの茎や皮などが使われた。
漢民族であり、少数民族には分類されないが、生活様式の違いや教育程度の差などによる被差別民であった。1970年代までは、非蛋民との通婚も限られていた。
ジャッキー・チェン、ブルース・リーなどが主演する香港映画などにも密集する船の姿が映されていたことから、香港・アバディーン（香港仔）の水上居民が有名であるが、その数はすでに激減している。現代では中国全体で見てもその数は減少し、広東省の地方の沿岸と海南省周辺を中心に8万人程度とされる。2006年現在、都会周辺で実際に船で生活している住民は、広州市では黄埔涌に、香港では、ほかに西貢などにごく少数残るだけといわれる。
水産物の販売や、輸送の交渉などで、陸上の人たちとの会話が欠かせないことから、在留地域の方言に近い言葉を話すが、発音や語彙など、一定の差異があるのが普通。主に広東語系の言葉を話す人たちと、福建語系の言葉を話す人たちがいる。
水上生活でもっとも困るのは飲み水の確保で、陸上から購入する場合がある。洗い物などの生活用水には雨水なども利用する。
海の守り神とされる媽祖（天后）信仰をもつ点は、陸上生活する漁民や海運従事者と変わりないが、「鹹水蛋民」と呼ばれる、広東省東莞市を中心に分布する人たちは、洪聖（南海洪聖大王）を信奉し、広州市から新会市を中心に分布する「淡水蛋民」と呼ばれる人たちは龍王を信奉している。

## 歴史
伝承によれば、東晋の末ごろ（5世紀）、農民一揆を首謀した盧循が海沿いに南下したが、一揆に失敗し、水上生活を送るようになった。統治者は「上陸して居住しない」「勉強して字を覚えない」「陸上の人と通婚しない」という3つの禁を出し、これが千年あまり続いた結果、特殊な生活をする人たちが生まれたとされる。
しかし、広東省高要市金利鎮からは秦代以前の大規模な水上建築の遺構が見つかっており、実際には南越族が住む時代からすでに水上生活を送る人たちが多数いたことがうかがえる。
宋代の書『嶺外代答』にも記述があり、漁労に長けた「魚蜑」、水に潜ってカキを採る「蠔蜑」の他、山から木を取る「木蜑」の3種があるとしている。
1939年時点で最も普遍的に知られていたのは、困窮を極め納税のできなかった者が蛋（卵のこと）をもって納税していたが、その卵ですらも納められなくなった結果、当時の権力者に追われて水上へと逃れたのが蛋民の起源であるため「蛋民」と呼ぶようになったとされる説である。
そのほか、蛋民は竜や蛇などが変成したものとされる説や、明朝末期に満州族より逃れて水上生活を始めたのが始まりという説など起源に関しては諸説存在している。
正字は「蜑」とされるが、その起源ははっきりしない。部首が「虫」となっているのは、人と認めないという漢字を使った差別用語のひとつと考えられる。同音の「蛋」の字は宋代以降に現れ、「疋」の下を「虫」の代わりに音を示す「旦」に作り「疍」とする場合もある。
農業を権力基盤とする歴代中国王朝から差別され、科挙の受験資格も与えられなかった。他の漢民族などが、彼らを海上（船上）から陸に上がらせないこともあった。また、水上では教育を受ける機会も限られ、文盲も多かった。陸上生活者と同等の人権が認められたのは、中華人民共和国成立後で、20世紀後半の社会基盤の整備とともに、多くの水上生活者が陸上生活に移行した。

## 各地の蛋民

### 香港の蛋民
「鹹水蛋民」と呼ばれる、東莞周辺から移動して来た人たちが多数派を占める。広東語の下位方言のひとつである「蛋家話」を話す。広州や香港の広東語との発音の差異は小さく、会話に大きな支障はない。「香港」という語は、広州の広東語ではヒョンコン（Heunggong）のように発音するが、英語で「Hong Kong」と綴るのは、香港の蛋民の広東語の発音に基づくためといわれる。実際に香港で「eu」の綴りで表されている円唇前舌半広母音の一部は、蛋家では「o」で表される円唇後舌半狭母音に交替している場合がある。（例：「脚」 香港・広州 geuk3：蛋家 gok3）しかし、地区によっては交替していなかったり、逆に「o」から「eu」に交替している例もあり、法則性は見出せない。
香港には台風が多いため、毎年多くの船が港に避難していても台風によって転覆し、死亡する例が続出した。特に1906年の被害は甚大で、政府は1910年代に油麻地と銅鑼湾に「避風塘」という、防波堤に囲まれた避難地域を設けた。この避風塘には水上生活をする人たちの船が密集し、「水上浮城」という形容もなされた。日用品や食料などの販売をする船も多数現れた。
1940年代初頭には人口164万人の香港で15万人を超える蛋民がいたと推定されている。第二次世界大戦後の1945年から中華人民共和国が誕生した1949年の混乱期には、中国沿岸部から香港に集まる船が増え、総数はさらに膨らんだといわれるが、この時期の具体統計は残されていない。1950年代、戦後の混乱が落ち着くと、料理船や芸能を見せる船も営業を始めるようになり、一般市民も夜に舟遊びに出かけるようになった。当時、油麻地は蛋民が買い物をしたり、医療を受けたりする地区として繁盛した。
香港では、1970年代より、陸上生活を送れるように政府に支援を求める声が高まり、屯門、沙田などに建設された大規模公共住宅への入居が進むようになり、水上生活者は減少を続けた。1980年に、香港政府が中国大陸からの移民を制限する政策を打ち出すと、中国大陸の漁民の女性と結婚した水上居民は、陸上生活をすると妻が不法滞在者とみなされるため、政府に居住許可の請願を出す例もあったが、例外は認められなかった。この頃より、油麻地沿岸の埋め立て（現在の西九龍地区）や香港島周辺の埋め立ても始まり、生活基盤となる海も大変化を見せ、1990年代には油麻地、銅鑼湾から水上居民の姿は消えた。

### マカオの蛋民
1878年の人口統計では、68,086人のマカオ総人口の内、8,935人が水上居民であり、13％を占めていた。1960年代までは、マカオの漁民の9割以上は水上生活をしていたと言われる。香港と同様に、マカオでも1970年代より海岸の埋め立てが進み、近海漁業が衰退し、組織的で設備投資が必要な漁業に移行したこと、漁民夜間学校が開設されて、漁民も子どもの教育に熱心になり、その結果、陸上での就業の機会が増えたことなどから、水上生活をやめて、陸上生活に移行する人が増えた。マカオの水上生活者には広東省の戸籍をも持つ人もいる。

### 広東省の蛋民
広東省東部の汕頭周辺で活動する蛋民は、潮州語の発音の影響を大きく受けた広東語系の方言を話す。珠江流域の蛋民は、東莞や順徳の方言に近い発音の方言を話す。珠江には6万人の蛋民が存在したが、1958年に4か月がかりで全員が陸上に移り、新しい住宅が提供された。これにより水上の特別行政区であった珠江区は廃止された。

### 広西チワン族自治区の蛋民

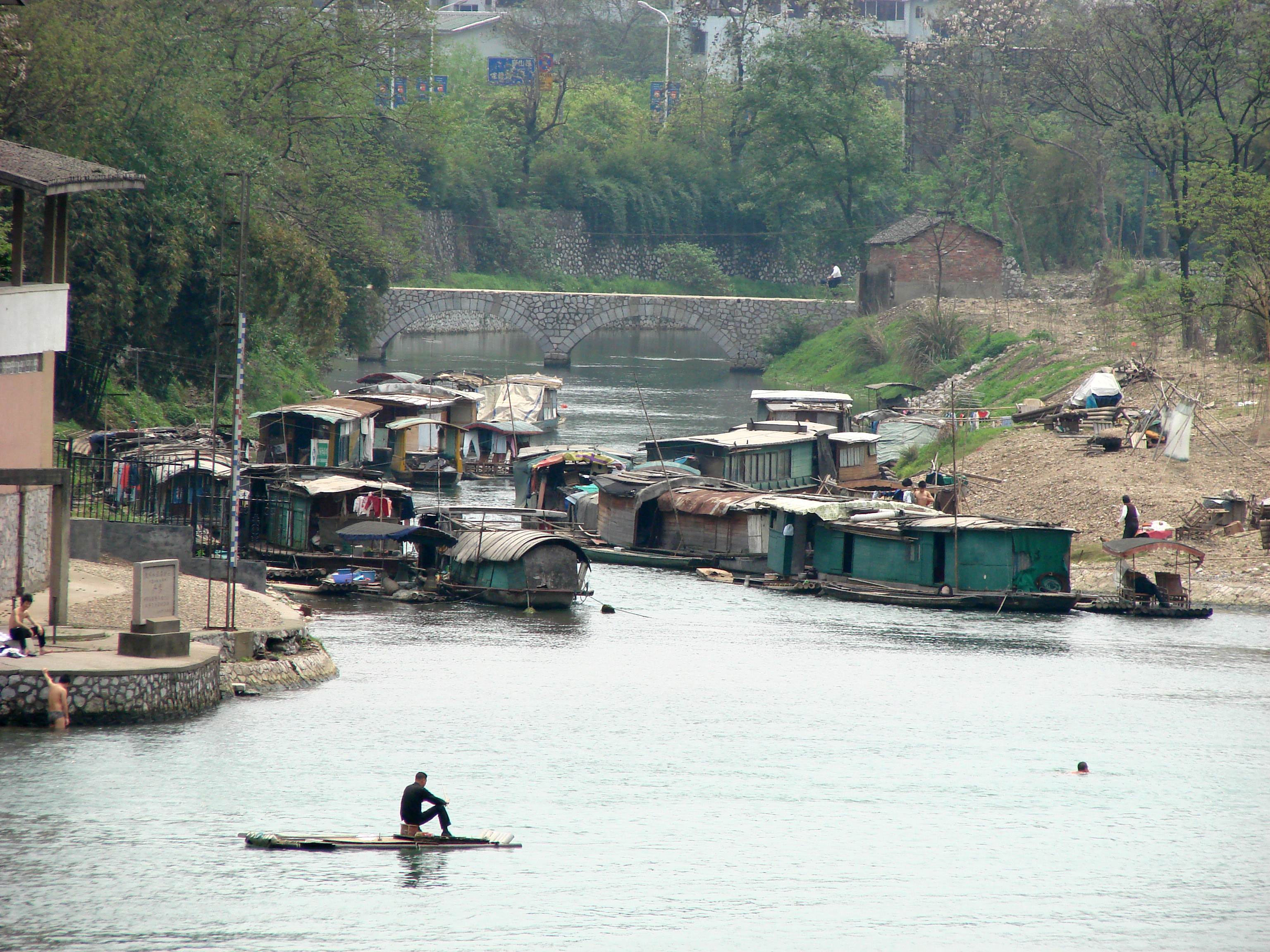
桂林の水上生活者

梧州市、象州県などの河川で淡水蜑家が生活している。北海市など、南シナ海沿岸地域で生活する鹹水蜑家もいる。

### 海南省の蛋民

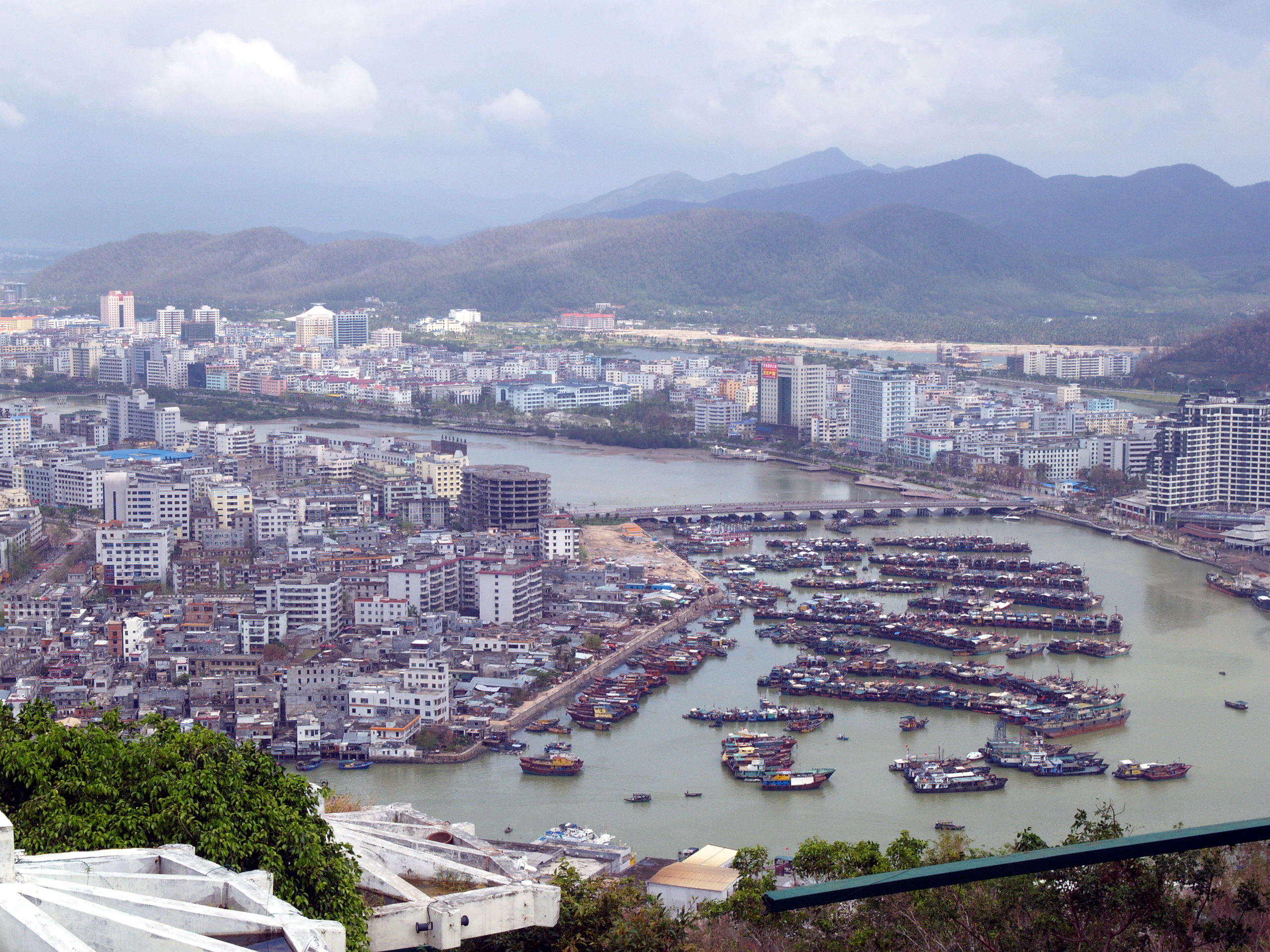
三亜市

海南省は、広東省から別れてできた省であるが、陸上で生活する漢族は閩南語系の海南語を話す住民が多数を占める。しかし、海南島の西部の昌江県海尾地区、南部の三亜市や陵水県周辺の沿岸で生活する蛋民は、広東語の一種である「蛋家話」を話し、広東省の中心部がルーツであることが窺える。先祖からの伝承では、番禺（現広州市）、南海、順徳（現仏山市）などが出身地で、「淡水蛋民」と呼ばれる、珠江流域で生活していた人たちが移って来たと言われている。他に陽江周辺が出身地とする人たちもいる。清代の『崖州志』に「蛋民」として記述があり、それ以前に移ってきたと考えられる。海南島沿岸でも、生活基盤とする港を移す例もあり、また、他の漁民との交流も盛んとなっているため、現在は海南語を話す蛋民も増えている。
服装は陸上の漢族と大差ないが、被る竹笠が海南島に多い三角錐ではなく、上下で直径が異なる筒状のものを用いる例が多く、カラフルな帯を巻く例も多い。女性は玉のアクセサリーを好んで身に着けている。

### 福建省の蛋民

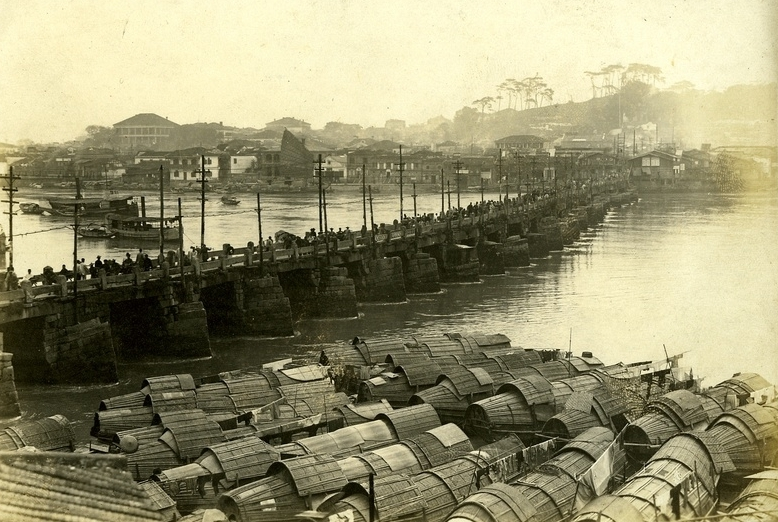
1927年福州の蛋民（曲蹄）

福建省にも同様の水上生活を送る人たちがおり、「曲蹄」、「曲蹄囝」と蔑称されることがあった。これは、足で舵を取るなどの日常動作によって、足の形が変わっていることによる。「科題」とも呼ばれる。また、福建省南部と同じく閩南語系の言葉を話す広東省東部（潮汕地区）の水上生活者と合わせて、「福佬」、「鶴佬」（ホクロウ）などと呼ばれることもあるが、これは広東人による福建人全般に対する呼称（蔑称）でもある。

## 日本における「蜑家」
中国の「蜑」、「蜑家」という語、あるいは「蜑女」という表記を用いて、「あま」と読み、日本の漁民や海女を指す例が近世の文書に見られる。例えば、『南総里見八犬伝』に、「蜑家舟」と書いて「あまぶね」と読む語が登場する。
また、近世から近代にかけて家船と呼ばれる船上で生活する者たちがいた。漁業を営み、本拠とする海域の中で、陸上に住む者と物々交換などの交易しながら生活していた。昭和40年ごろまで存在したが、現在では見られなくなっている。